# 板山祐太郎
板山 祐太郎（いたやま ゆうたろう、1994年3月27日 - ）は、神奈川県横浜市都筑区出身のプロ野球選手（内野手、外野手）。右投左打。中日ドラゴンズ所属。

## 経歴

### プロ入り前
横浜市立勝田小学校2年時から軟式野球をスタート。当初のポジションは三塁手だった。横浜市立茅ヶ崎中学校時代に中本牧シニアへ所属した後に、成立学園高校へ進学。1年夏から二塁手でレギュラーに定着したが、春夏とも甲子園球場の全国大会への出場はなかった。
亜細亜大学への進学後は、2年秋から外野手に転向すると、3年春からレギュラーに定着。4年生の時には、東都大学1部の春季リーグ戦で打率.364を記録すると、秋季リーグ戦ではレギュラーとしてチームの優勝に貢献した。リーグ戦では通算65試合に出場。打率.287、5本塁打、20打点という成績を残し、外野手部門でベストナインに3度選ばれている。
2015年10月22日に行われたドラフト会議では、阪神タイガースから6位指名を受け、契約金3000万円、年俸720万円（金額は推定）という条件で入団した。背番号は63。
ドラフト指名の直後には、亜細亜大学の選手として第46回明治神宮野球大会に出場。立命館大学との準々決勝では、桜井俊貴からの内野安打で先制点に繋げたことをきっかけに、チームを勝利に導いた。早稲田大学との決勝では、無安打に終わったものの、得点に繋がる犠打でチームの優勝に貢献した。

### 阪神時代

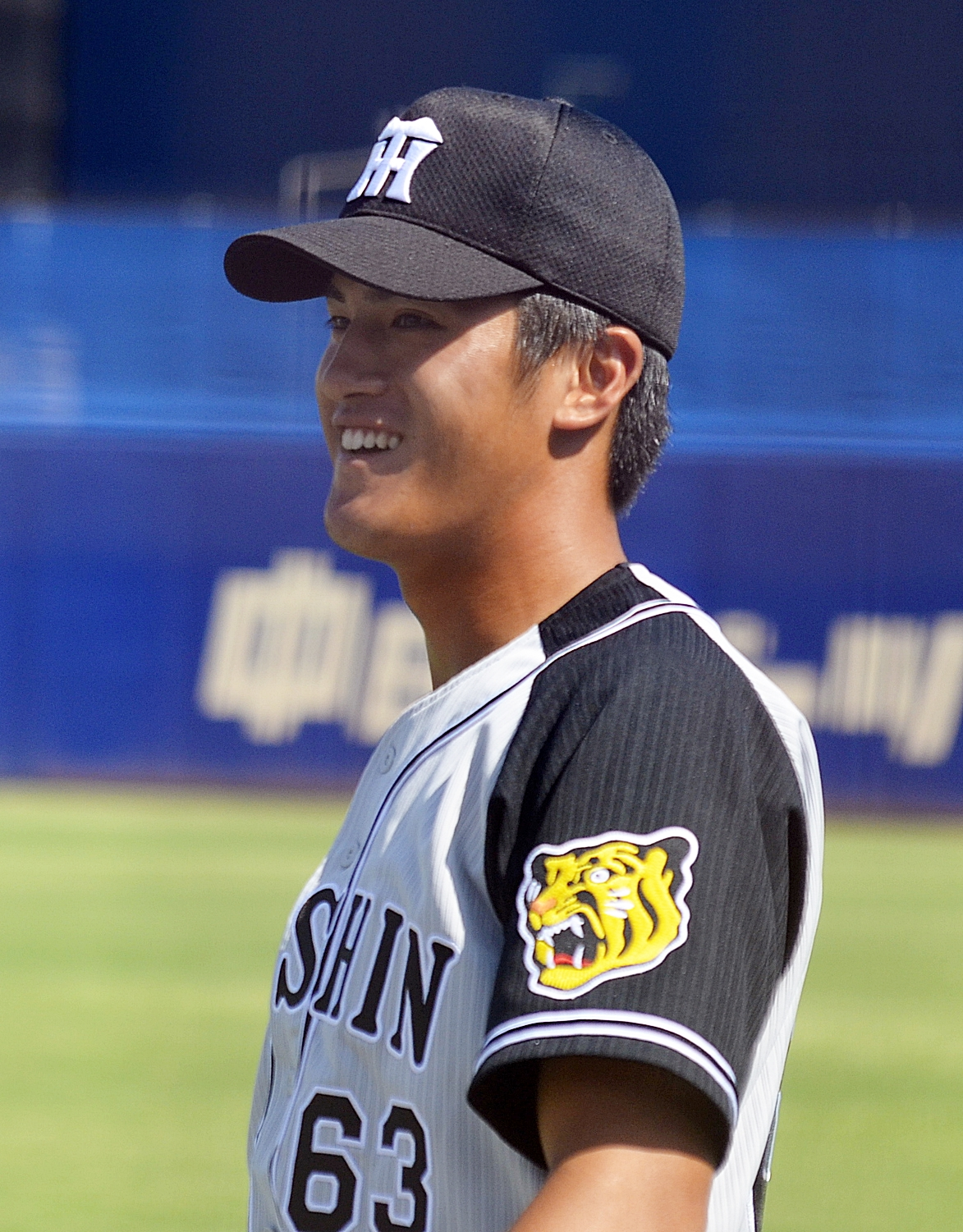
阪神時代
（2016年7月7日 ナゴヤ球場）

2016年は、春季キャンプを二軍（安芸）で過ごした後に一軍へ合流すると、オープン戦にも出場した。レギュラーシーズンの開幕を二軍で迎えたものの、4月22日の対広島東洋カープ戦（MAZDA Zoom-Zoom スタジアム広島）6回表に代打で一軍公式戦にデビュー。5月1日の対横浜DeNAベイスターズ戦（阪神甲子園球場）に「1番・左翼手」として先発起用されると、3回裏の打席で適時二塁打を放って一軍公式戦初安打・初打点を記録した。5月5日の対中日ドラゴンズ戦（ナゴヤドーム）では、福留孝介の「積極的休養」に伴って「5番・右翼手」として先発に起用。阪神の新人選手が一軍公式戦においてクリーンナップで先発出場したのは、1997年の今岡誠以来19年ぶりである。7月14日のフレッシュオールスターゲーム（倉敷マスカットスタジアム）では、ウエスタン・リーグ選抜の「5番・右翼手」としてフル出場。長谷川潤からのソロ本塁打でチーム唯一の得点を記録した末に、優秀選手賞とホームラン賞を受賞した。一軍公式戦では、通算40試合の出場で打率.236、5打点を記録した。
2017年は、ワールド・ベースボール・クラシック本大会開幕直前の3月3日に京セラドーム大阪で催された日本代表との強化試合で適時2点打を記録した。しかし、一軍公式戦への出場はわずか3試合（いずれも代打）で、3打席3三振を喫した。
2018年は、レギュラーシーズンを二軍でスタート。ウエスタン・リーグ公式戦では、この年から二軍監督へ就任した矢野燿大の方針で、開幕から4番打者に抜擢された。実際には94試合に出場。リーグ最多の98安打、規定打席到達者としてはチームトップ（リーグ3位）の打率.281、5本塁打、36打点、14盗塁という成績で、二軍の8年ぶりリーグ優勝に貢献した。また、本職の外野手としての出場が29試合にとどまった一方で、47試合で二塁、16試合で遊撃、13試合で一塁、2試合で三塁を守った。一軍でも、5月12日にシーズン初の出場選手登録を果たすと、当日の対広島東洋カープ戦（MAZDA Zoom-Zoom スタジアム広島）に「6番・二塁手」として先発に起用。5回表の第2打席で、一軍公式戦の初本塁打を大瀬良大地から放った。一軍公式戦での本塁打はこの1本にとどまったが、通算20試合の出場で打率.257と3打点を記録。シーズン終了後に結婚した。
2019年は、ウエスタン・リーグ公式戦108試合に出場。前年に続いて規定打席へ到達すると、リーグ9位の打率.240、7位タイの7本塁打、40打点、7盗塁を記録したが、入団後初めて一軍公式戦への出場機会がなかった。このため、シーズン終了後には、埼玉西武ライオンズから海外FA権の行使を宣言していた秋山翔吾（後にMLBのシンシナティ・レッズへ入団）の自主トレーニングに参加。自身と同じ左打ちの外野手である秋山の下で、打撃フォームの改造などに取り組んだ。
2020年は、春季キャンプから二軍で調整。ウエスタン・リーグの公式戦では、シーズン終盤の10月中旬まで67試合に出場すると、打率.258、3本塁打、23打点を記録していた。同月に入ってから出場5試合で通算打率.500（20打数10安打）と好調なことを背景に、10月18日の対東京ヤクルトスワローズ戦で、「2番・二塁手」として一軍公式戦へ2年ぶりに出場。1回表の第1打席からの2打席連続安打で、チームの勝利に貢献した。もっとも、一軍公式戦全体では、5試合の出場（3試合の先発起用）で打率.167に終わった。シーズン終了後の11月27日に推定年俸800万円（前年から50万円減）という条件で契約を更改。
2021年は、春季キャンプを二軍で過ごしながら、オープン戦から一軍に合流。内外野5つのポジション（左翼・中堅・右翼・一塁・二塁）で守備に就くなど、攻守で活躍したことを背景に、プロ6年目で初めてレギュラーシーズンでの開幕一軍入りを果たした。開幕後は一軍公式戦37試合に出場したものの、代走や守備固めで起用されることが多く、打撃面では8打数無安打という成績で5月23日に出場選手登録をいったん抹消。降格後は二軍の主力選手として、チームのウエスタン・リーグ18連勝（一軍を含めた公式戦における日本プロ野球最多記録）および、3年ぶりのリーグ優勝・ファーム日本選手権制覇に貢献した。日本選手権終了後の10月13日に再び登録されると、翌14日に東京ドームで催された巨人とのシーズン最終戦で、7回表に代走へ起用。その裏から左翼の守備に就くと、両チーム無得点で迎えた9回表二死一・二塁の打席で、2ストライクまで追い込まれながらも右翼フェンスの最上段を直撃する先制の適時二塁打を放った。板山はこの一打で一軍公式戦におけるシーズン初安打と初打点を記録したが、ヤクルトとの間でセントラル・リーグの優勝争いを僅差で展開しているチームがこの一打をきっかけに勝利したことから、試合後にはヒーローインタビューを受けている。
2023年は開幕を一軍で迎えたが、打率.059と低迷し、5月1日に二軍へ降格した。その後は一軍昇格はなく、10月3日に戦力外通告を受けた。10月27日には、現役続行を目指すために右肘の遊離軟骨除去手術を受けた。

### 中日時代
2023年11月24日、中日ドラゴンズに育成選手として入団することが発表された。背番号は211。推定年俸は850万円。
2024年は、5月4日までにウエスタン・リーグで22試合に出場し、打率.286、1本塁打、6打点の成績で、翌5日に支配下登録された。背番号は63。同日の東京ヤクルトスワローズ戦（明治神宮野球場）で早速一軍登録され、「6番・二塁手」として先発出場。6回表の第3打席で小澤怜史から、阪神から移籍後初の左前安打を放った。6月9日の東北楽天ゴールデンイーグルス戦（ナゴヤドーム）でも「6番・二塁手」として先発出場。4打数3安打と活躍し、阪神在籍時の2018年10月13日の中日戦（ナゴヤドーム）以来の猛打賞を記録し、3-1の勝利に貢献した。6月は16試合に出場し、49打数17安打で打率.347、5打点、1盗塁、長打率.429、OPS.825を記録した。7月6日の広島東洋カープ戦（ナゴヤドーム）に「5番・右翼手」として先発出場すると、4回の第2打席に大瀬良大地から6年ぶりのプロ2号となる移籍後初本塁打を放った。翌日7月7日の広島戦（ナゴヤドーム）では9回一死満塁の場面で代打で出場し、守護神の栗林良吏から人生初のサヨナラ適時打を放った。更に7月9日の横浜DeNAベイスターズ戦（横浜スタジアム）には「6番・一塁手」として先発出場し、6回の二死一塁の場面で石田裕太郎から右越の2号2点本塁打を放った。しかし、7月下旬から打撃不振に陥り、7月は打率.185、8月は打率.048と低迷し、8月12日に登録を抹消された。9月4日に再度一軍登録されると、16日の読売ジャイアンツ戦（東京ドーム）で赤星優志から3号ソロ本塁打を打つなど、再び調子が上向いている。最終的に自己最多の65試合に出場し、打率.236、3本塁打、13打点を記録した。二塁で35試合、右翼で8試合、一塁で4試合に先発し、DELTAの分析によれば100イニング以上二塁手を務めた選手の中ではトップのUZR1200を示した。
2025年からは、守備位置の登録が外野手から内野手に変更された。

## 選手としての特徴
スイングスピードの速さと身体能力の高さが持ち味の、走攻守にバランスの取れた外野手。大学2年時の春季リーグ戦までは二塁手で、阪神入団後は、外野手の層が厚いチーム事情から、出場機会を得るため二塁や三塁の守備も練習。一軍の公式戦で、二塁手や三塁手として先発起用されたこともある。
亜細亜大学4年生の時に、チームが「アスリート」（広島市内のトレーニングジム）の平岡洋二代表（阪神入団時の一軍監督・金本知憲が現役の外野手時代から師事しているアスレティックトレーナー）とトレーナー契約を結んだことから、平岡の指導で身体能力を大幅に向上。阪神入団直後の新人体力測定では、測定対象7項目中4項目でトップの数値を記録したほか、体幹の強さを測る「トランクローテーション」で1400kgを計測した。

## 人物
愛称は「イタ」。
阪神球団では、2015年ドラフト会議の直前まで、指名選手を5人程度にとどめる方向で編成方針を模索。板山が直近の東都大学1部秋季リーグ戦を低い打率で終えたことや、打席で相手投手からの投球のタイミングを待つ間に「ヒッチ」（バットのグリップを上下させる癖）を見せていたことから、当初は板山の指名を見送る予定だったが、板山の身体能力の高さを平岡から伝えられていた金本は、会議の当日に板山の指名を決断。阪神球団も、当初の方針を変更したうえで、板山の6巡目指名に踏み切った。
阪神への入団後は、自身と同じ年齢・右投左打の外野手で、同期入団の髙山俊を意識したコメントをことあるごとに発している。2016年5月6日の対東京ヤクルトスワローズ戦（甲子園）後に岩貞祐太と揃って自身初のヒーローインタビューに臨んだ際には、阪神ファンに向けた自己アピールを兼ねて、「ルーキーは（ドラフト1巡目指名で開幕から一軍に定着していた）高山だけじゃないので、応援よろしくお願いします」と叫んだ。
阪神への入団6年目である2021年には、レギュラーシーズンで自身初の開幕一軍入りを果たしながら、一軍の公式戦で打席に立つ機会がほとんどなかった。そこで、遠征に帯同する際には、宿泊先の駐車場でバドミントン用の羽根（シャトル）を使った打撃練習に励んでいる。本人によれば、シャトルは「（駐車場のようにスペースが）限られた場所でも（打撃）練習に使えそうなので自費で購入した」とのことで、「野球の硬球に比べて構造が緩いうえに、（投げた後の軌道が）若干変化するので、バットをしっかり振らないと（バットに当たっても）飛ばない」という。

## 詳細情報

### 年度別打撃成績
| 年 度     | 球 団     | 試 合 | 打 席 | 打 数 | 得 点 | 安 打 | 二 塁 打 | 三 塁 打 | 本 塁 打 | 塁 打 | 打 点 | 盗 塁 | 盗 塁 死 | 犠 打 | 犠 飛 | 四 球 | 敬 遠 | 死 球 | 三 振 | 併 殺 打 | 打 率 | 出 塁 率 | 長 打 率 | O P S |
| --------- | --------- | ----- | ----- | ----- | ----- | ----- | -------- | -------- | -------- | ----- | ----- | ----- | -------- | ----- | ----- | ----- | ----- | ----- | ----- | -------- | ----- | -------- | -------- | ----- |
| 2016      | 阪神      | 40    | 115   | 106   | 9     | 25    | 5        | 1        | 0        | 32    | 5     | 1     | 0        | 2     | 0     | 7     | 0     | 0     | 31    | 0        | .236  | .283     | .302     | .585  |
| 2017      | 阪神      | 3     | 3     | 3     | 0     | 0     | 0        | 0        | 0        | 0     | 0     | 0     | 0        | 0     | 0     | 0     | 0     | 0     | 3     | 0        | .000  | .000     | .000     | .000  |
| 2018      | 阪神      | 20    | 39    | 35    | 1     | 9     | 0        | 0        | 1        | 12    | 3     | 0     | 0        | 0     | 1     | 3     | 0     | 0     | 14    | 4        | .257  | .308     | .343     | .651  |
| 2020      | 阪神      | 5     | 14    | 12    | 1     | 2     | 0        | 0        | 0        | 2     | 0     | 1     | 0        | 0     | 0     | 2     | 0     | 0     | 3     | 0        | .167  | .286     | .167     | .452  |
| 2021      | 阪神      | 43    | 17    | 14    | 5     | 2     | 1        | 1        | 0        | 5     | 1     | 0     | 0        | 1     | 0     | 2     | 0     | 0     | 6     | 0        | .143  | .250     | .357     | .607  |
| 2022      | 阪神      | 14    | 9     | 8     | 0     | 1     | 0        | 0        | 0        | 1     | 0     | 0     | 0        | 0     | 0     | 1     | 0     | 0     | 4     | 0        | .125  | .222     | .125     | .347  |
| 2023      | 阪神      | 12    | 17    | 17    | 1     | 1     | 0        | 0        | 0        | 1     | 0     | 0     | 0        | 0     | 0     | 0     | 0     | 0     | 7     | 1        | .059  | .059     | .059     | .118  |
| 2024      | 中日      | 65    | 194   | 178   | 11    | 42    | 4        | 3        | 3        | 61    | 13    | 1     | 1        | 1     | 1     | 14    | 2     | 0     | 36    | 9        | .236  | .290     | .343     | .633  |
| 通算：8年 | 通算：8年 | 202   | 408   | 373   | 28    | 82    | 10       | 5        | 4        | 114   | 22    | 3     | 1        | 4     | 2     | 29    | 2     | 0     | 104   | 14       | .220  | .275     | .306     | .580  |

- 2024年度シーズン終了時

### 年度別守備成績
内野守備
| 年 度 | 球 団 | 一塁  | 一塁  | 一塁  | 一塁  | 一塁  | 一塁     | 二塁  | 二塁  | 二塁  | 二塁  | 二塁  | 二塁     | 三塁  | 三塁  | 三塁  | 三塁  | 三塁  | 三塁     | 遊撃  | 遊撃  | 遊撃  | 遊撃  | 遊撃  | 遊撃     |
| 年 度 | 球 団 | 試 合 | 刺 殺 | 補 殺 | 失 策 | 併 殺 | 守 備 率 | 試 合 | 刺 殺 | 補 殺 | 失 策 | 併 殺 | 守 備 率 | 試 合 | 刺 殺 | 補 殺 | 失 策 | 併 殺 | 守 備 率 | 試 合 | 刺 殺 | 補 殺 | 失 策 | 併 殺 | 守 備 率 |
| ----- | ----- | ----- | ----- | ----- | ----- | ----- | -------- | ----- | ----- | ----- | ----- | ----- | -------- | ----- | ----- | ----- | ----- | ----- | -------- | ----- | ----- | ----- | ----- | ----- | -------- |
| 2016  | 阪神  | -     | -     | -     | -     | -     | -        | -     | -     | -     | -     | -     | -        | 1     | 0     | 1     | 0     | 0     | 1.000    | -     | -     | -     | -     | -     | -        |
| 2018  | 阪神  | 1     | 0     | 0     | 0     | 0     | ----     | 6     | 12    | 19    | 0     | 4     | 1.000    | -     | -     | -     | -     | -     | -        | 2     | 3     | 4     | 0     | 1     | 1.000    |
| 2020  | 阪神  | -     | -     | -     | -     | -     | -        | 3     | 6     | 9     | 0     | 2     | 1.000    | -     | -     | -     | -     | -     | -        | -     | -     | -     | -     | -     | -        |
| 2021  | 阪神  | 1     | 1     | 0     | 0     | 0     | 1.000    | -     | -     | -     | -     | -     | -        | -     | -     | -     | -     | -     | -        | -     | -     | -     | -     | -     | -        |
| 2022  | 阪神  | 2     | 5     | 0     | 0     | 0     | 1.000    | -     | -     | -     | -     | -     | -        | -     | -     | -     | -     | -     | -        | -     | -     | -     | -     | -     | -        |
| 2024  | 中日  | 13    | 39    | 2     | 1     | 5     | .976     | 46    | 70    | 110   | 1     | 20    | .994     | 2     | 0     | 0     | 0     | 0     | ----     | -     | -     | -     | -     | -     | -        |
| 通算  | 通算  | 17    | 45    | 2     | 1     | 5     | .979     | 55    | 88    | 138   | 1     | 26    | .996     | 3     | 0     | 1     | 0     | 0     | 1.000    | 2     | 3     | 4     | 0     | 1     | 1.000    |

外野守備
| 年 度 | 球 団 | 外野  | 外野  | 外野  | 外野  | 外野  | 外野     |
| 年 度 | 球 団 | 試 合 | 刺 殺 | 補 殺 | 失 策 | 併 殺 | 守 備 率 |
| ----- | ----- | ----- | ----- | ----- | ----- | ----- | -------- |
| 2016  | 阪神  | 34    | 26    | 2     | 2     | 0     | .933     |
| 2018  | 阪神  | 6     | 3     | 1     | 0     | 0     | 1.000    |
| 2021  | 阪神  | 37    | 14    | 1     | 0     | 1     | 1.000    |
| 2022  | 阪神  | 3     | 0     | 0     | 0     | 0     | ----     |
| 2023  | 阪神  | 9     | 6     | 1     | 0     | 0     | 1.000    |
| 2024  | 中日  | 13    | 16    | 2     | 0     | 0     | 1.000    |
| 通算  | 通算  | 102   | 65    | 7     | 2     | 1     | .973     |

- 2024年度シーズン終了時

### 表彰
- フレッシュオールスターゲーム優秀選手賞：1回（2016年）

### 記録
初記録
- 初出場・初打席：2016年4月22日、対広島東洋カープ4回戦（MAZDA Zoom-Zoom スタジアム広島）、6回表にランディ・メッセンジャーの代打で出場、ブレイディン・ヘーゲンズから二塁ゴロ
- 初先発出場：2016年4月28日、対読売ジャイアンツ6回戦（阪神甲子園球場）、「6番・左翼手」で先発出場
- 初安打・初打点：2016年5月1日、対横浜DeNAベイスターズ8回戦（阪神甲子園球場）、3回裏に山口俊から左越適時二塁打
- 初盗塁：2016年5月25日、対東京ヤクルトスワローズ10回戦（明治神宮野球場）、1回表に二盗（投手：カイル・デイビーズ、捕手：西田明央）
- 初本塁打：2018年5月12日、対広島東洋カープ8回戦（MAZDA Zoom-Zoom スタジアム広島）、5回表に大瀬良大地から左越ソロ[51]

### 背番号
- 63（2016年[4] - 2023年、2024年5月5日[29] - ）
- 211（2024年[27] - 同年5月4日）

### 登場曲
- 「黄金魂」湘南乃風（2016年）
- 「Hero」安室奈美恵（2017年 - 2018年）
- 「Fight Song」Rachel Platten（2019年）
- 「I Still Shine」AK-69（2020年）
- 「Don't Give Up On Me」Andy Grammer（2021年 - ）